# Wacom
Wacom Co., Ltd. (jap. 株式会社ワコム Kabushiki-gaisha Wakomu) – japońska spółka z oddziałami na całym świecie zajmująca się produkowaniem tabletów graficznych, tabletów do podpisu elektronicznego, smartpadów, piórek do tabletów multimedialnych i smartfonów z siedzibą główną w mieście Kazo, w prefekturze Saitama w Japonii. Europejski oddział znajduje się w Niemczech w Düsseldorfie. Nazwa firmy jest kontaminacją japońskich słów: Wa – harmonia i Komu – komputer. Firmę tę można zaliczyć do jednego z największych na świecie producentów tabletów graficznych. Jej produkty są popularne wśród grafików, architektów i projektantów. Firma jest w posiadaniu patentów dotyczących rysika m.in. zastosowanie indukcji elektromagnetycznej, dzięki której niepotrzebne są baterie do zasilania rysika. Ponadto Wacom jest twórcą technologii, która jest zastosowana w większości tabletów PC i nosi nazwę Penabled Technology.

## Udział w rynku tabletów
| Rok  | Japonia | Reszta świata | Notes                                                                  |
| ---- | ------- | ------------- | ---------------------------------------------------------------------- |
| 2005 | 95,8%   | 70%           | Liczba dotycząca Japonii na podstawie badań Instytutu BCN w roku 2005. |
| 2008 | 95,4%   | 86%           | Liczba dotycząca Japonii na podstawie badań Instytutu BCN w roku 2008. |
| 2009 | 93,8%   | 85%           | Liczba dotycząca Japonii na podstawie badań Instytutu BCN w roku 2009. |
| 2010 | 85,7%   | 85%           |                                                                        |
| 2013 | 92,3%   | 80%           |                                                                        |

## Linie produktów
Wacom posiada kilka linii produktów, skierowanych do różnych odbiorców. Do części z nich dołączane jest oprogramowanie np. Corel Painter Essentials czy ArtRage. Do każdego tabletu jest dołączone piórko, dodatkowo w przypadku modeli z serii Touch interakcja z urządzeniem zachodzi przy pomocy gestów dłoni. Do każdego urządzenia dołączony jest sterownik dla systemów Mac OS X oraz Microsoft Windows. Tablety pracują również pod niektórymi wersjami Linuxa (sterowniki tworzy środowisko linuxowe). Dostępnie obecnie modele komunikują się z komputerem za pomocą interfejsu USB lub Bluetooth.

### Intuos (od 2013)

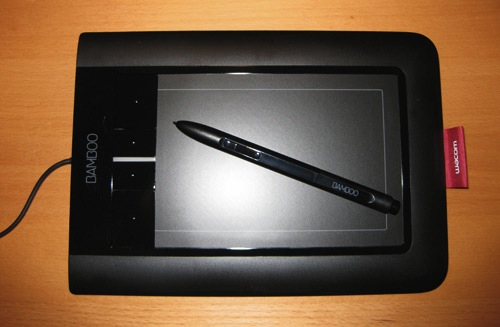
Tablet Bamboo Pen

Seria ta jest kierowana do domowych użytkowników. W zależności od wersji, urządzenie oferuje 4096 poziomów nacisku i rozdzielczość 2540 lpi. W tej serii występują urządzenia : Pen, Pen & Touch. Urządzenia występują w rozmiarach A5 i A6. Wersje różnią się rozmiarem i designem, oraz dołączanymi do pobrania programami.

### Intuos Pro (od 2013 dawniej Intuos do wersji Intuos 5)

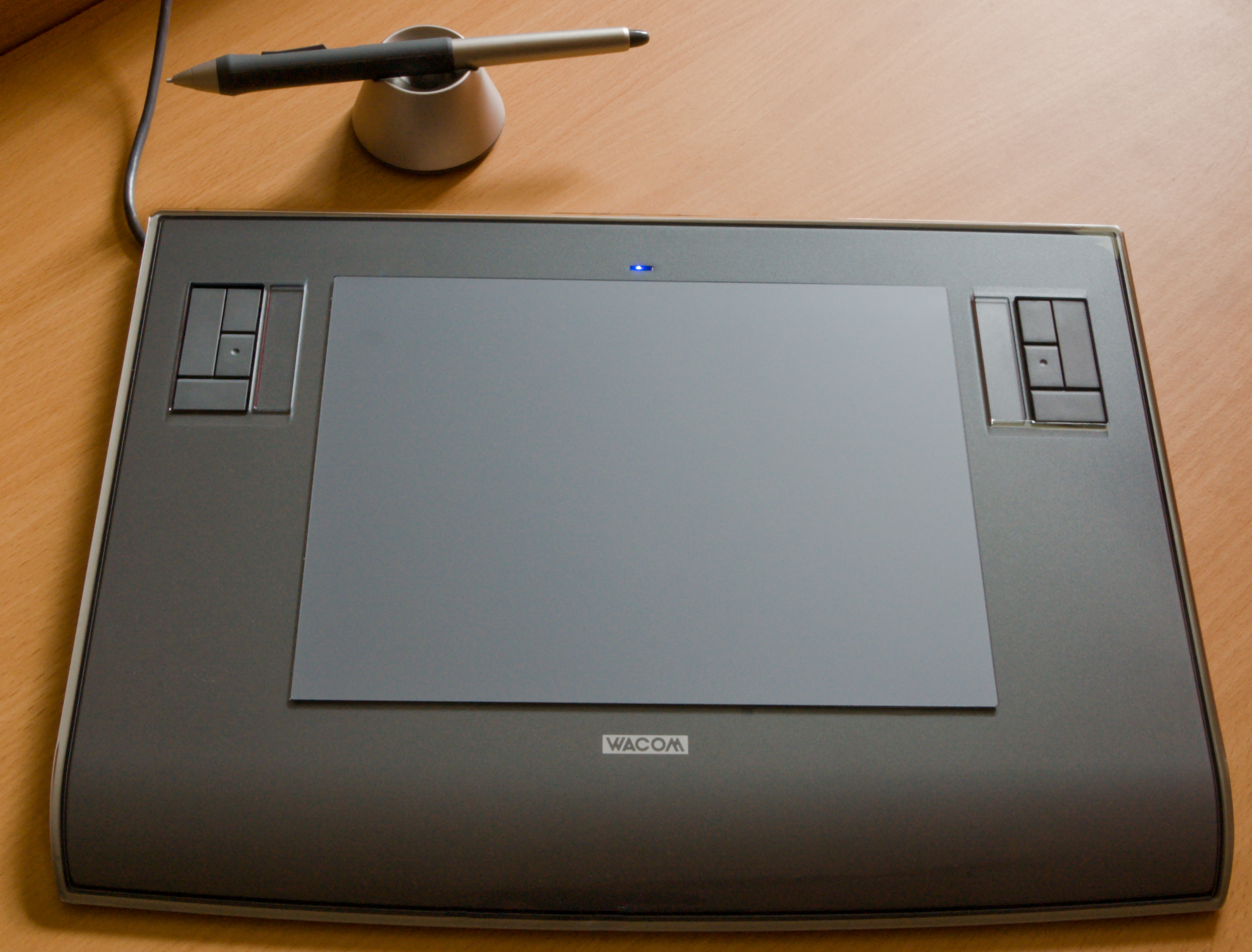
Tablet Intuos A5

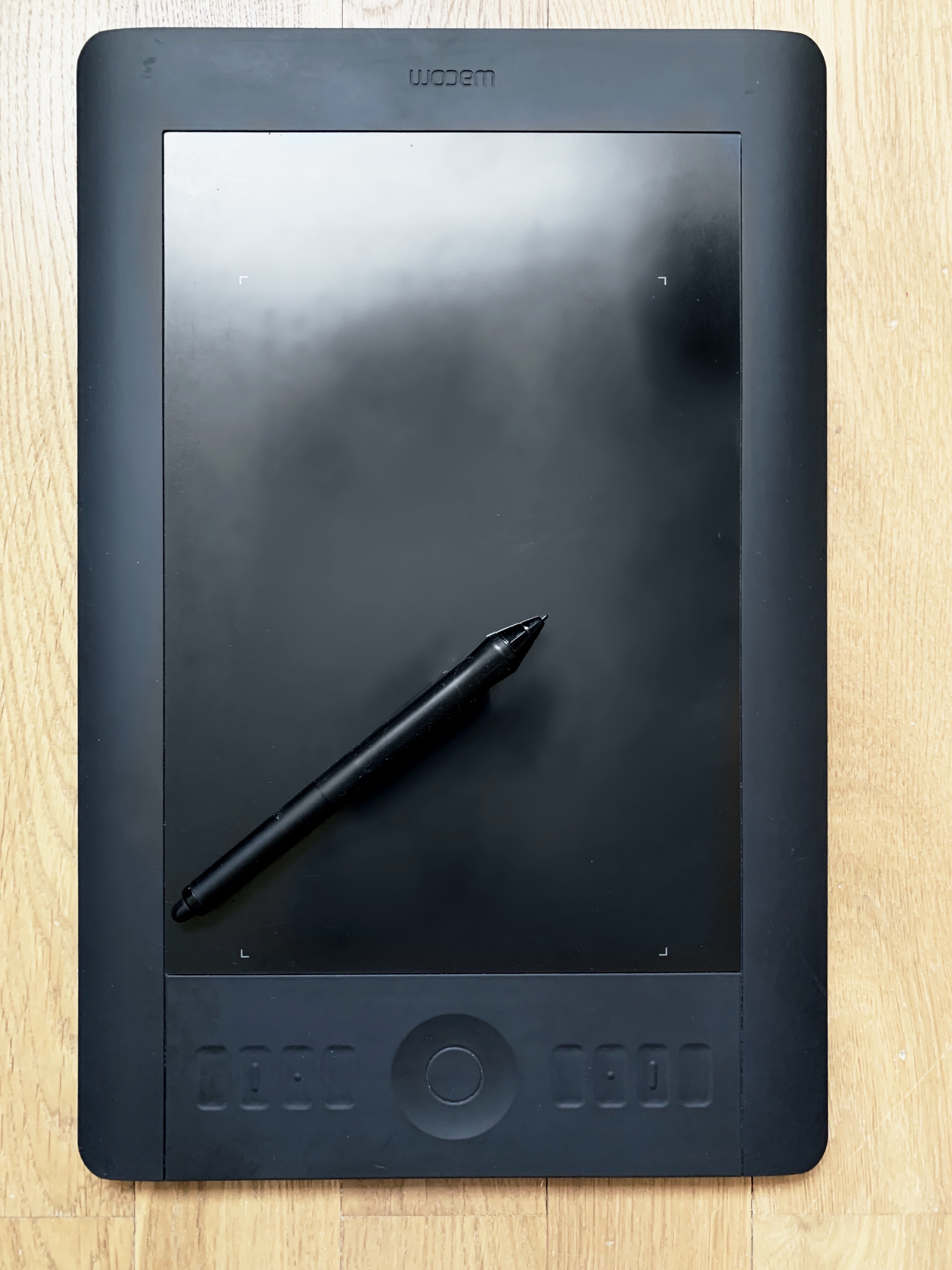
Wacom Intuos Pro

Produkty z tej serii są skierowane do profesjonalistów. Ostatnia wersja tabletu tj. Intuos PRO obecnie występuje tylko w dwóch rozmiarach medium PTH-660 i large PTH-860. Ilość poziomów nacisku dla najnowszej wersji to 8192, rozpoznawany kąt nachylenia to 60 stopni (medium i large), a rozdzielczość 5080 lpi. Powyższe wartości są stałe dla wszystkich modeli z tej linii produktów od roku 2017. Poniżej przedstawione są wymiary wszystkich dostępnych wersji tabletu. Wersje Medium i Large posiadają wersje Paper Edition, umożliwiające pracę z tabletem w trybie Smartpad (rysowanie na papierze, zapis elektroniczny w pamięci tabletu).
- Small 158 mm × 98 mm,
- Medium 224 mm × 148 mm,
- Large 311 mm × 216 mm,

### Cintiq i Cintiq Pro

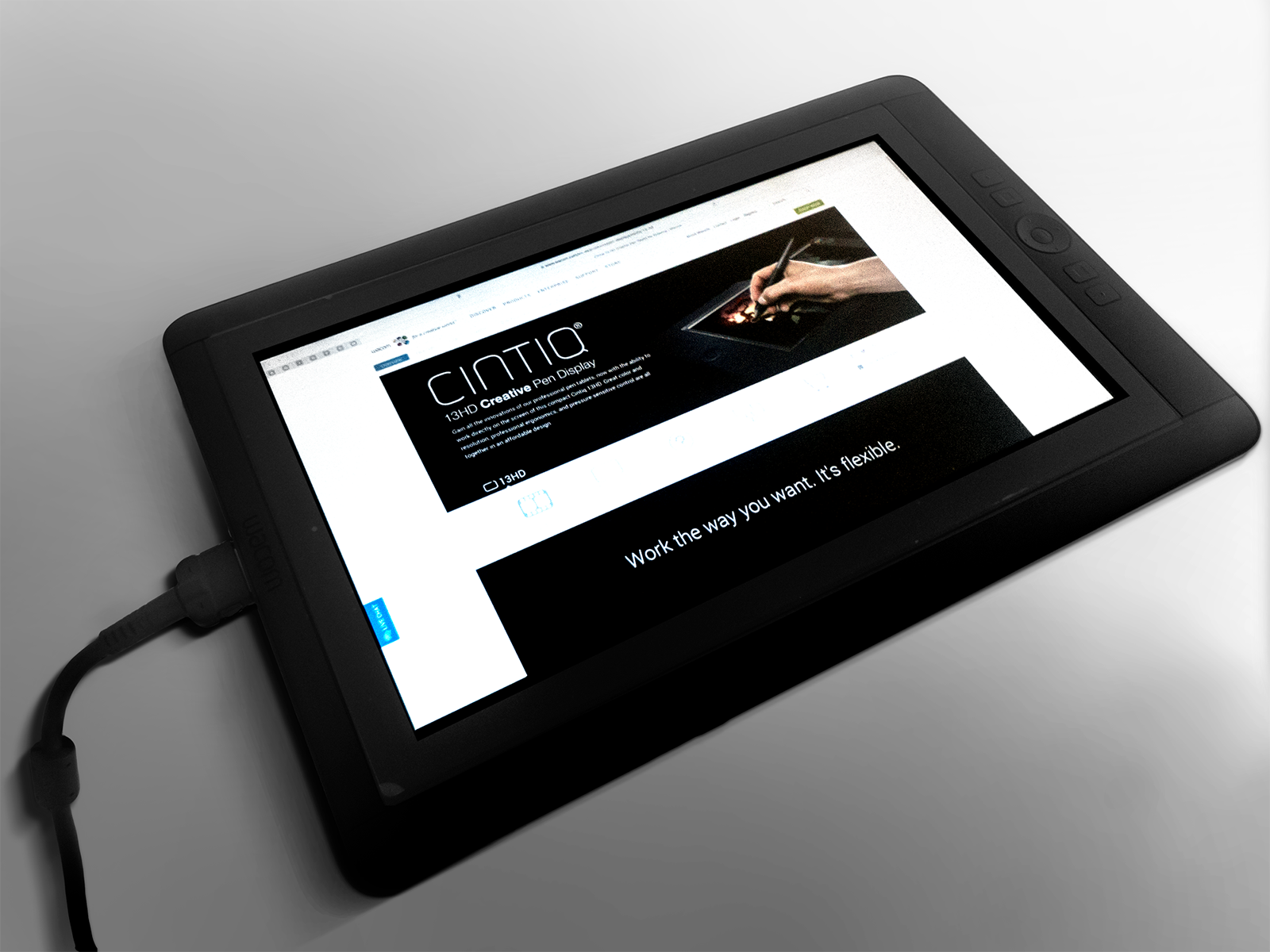
Wacom Cintiq 13HD Tablet

Urządzenia z tej serii należą do najwyższej półki cenowej. Są one połączeniem tabletu z wyświetlaczem LCD. Takie rozwiązanie pozwala na najbardziej naturalną pracę, podobną do rzeczywistego rysowania. Tak jak wszystkie serie, tak i ta posiada kilka modeli różniących się rozmiarami:
- Cintiq 16HD – 16"
- Cintiq Pro 13 HD Pen&touch – 13"
- Cintiq Pro 16 4K Pen&touch – 16"
- Cintiq 24 4K Pen – 24"
- Cintiq 24 4K Pen&touch – 24"
- Cintiq 32 4K Pen&touch – 32"

### MobileStudio Pro
Tablety multimedialne pracujące w oparciu o system Windows 10 w dwóch rozmiarach 13" (2K) i 16 (4K) w kilku konfiguracjach sprzętowych.

### Smartpady
Bamboo Smartpad jest inteligentnym notatnikiem z eleganckim długopisem i miejscem dla Twojej ulubionej kartki papieru. Pozwala pisać ręcznie i zapisuje Twoje odręczne notatki lokalnie w urządzeniu lub w chmurze(po synchronizacji przez specjalną aplikację), gdzie są dostępne do edycji, archiwizacji i dostępu w dowolnym miejscu.
Modele:
- Slate (format A5 i A4)
- Folio (format A5 i A4)

### Piórka do tabletów i smartfonów
- Bamboo Stylus – proste piórko z gumową końcówką do ekranów dotykowych (palec)
- Bamboo Stylus Duo – piórko z końcówką gumową do pracy z ekranem i wkładem długopisowym do zapisków na papierze.
- Bamboo Fineline 3 – piórko dedykowane do współpracy z iPadami (cienka końcówka, 1024 stopnie czułości)
- Bamboo Stylus Sketch – piórko dedykowane do współpracy z iPadami Pro (cienka końcówka, 1024 stopnie czułości)